# ゼノン (企業)
株式会社ゼノン（ZENON inc.）は、東京都中央区に本部を置き全国で時計と眼鏡を販売していたチェーン。ダイエーの100%子会社。社名の由来は、エレア派のゼノンのパラドックスからなる。

## 概要
時計部門
- 全国チェーンの為、電池交換・修理等のアフターサービスも行っていた。
- 店名：「ゼノン」「カルマ」「ウォッチバイゼノン」

眼鏡部門
- 「無料視力テスト」のサービスを実施し、視力検査や眼鏡の必要性等のアドバイスもしており、45分スピード仕上げも実施（在庫レンズのみ）していた。
- 店名：「めがねギャラリー」「メガネパーク」「OPTギャラリー」

## 沿革
- 1969年（昭和44年） - ダイエーグループの時計・宝飾販売の専門店として原町田店（東京都）に1号店をオープン。
- 1973年（昭和48年）
  - 東海地方・東北地方進出に続き、北海道に進出。店舗数20店舗となる。
  - 眼鏡1号店としてダイエー大島店内に大島店（東京都）をオープン。
- 1978年（昭和53年） - 創業10周年に当たり、クロックの国内売上高全国1位を達成。
- 1986年（昭和61年） - ダイエー100%出資による完全子会社化。
- 1993年（平成5年） - 眼鏡専門店（株）彩季・（株）マイルックと合併。
- 1999年（平成11年） - インターネット通信販売を開始。
- 2001年（平成13年） - 眼鏡新業態OPTギャラリー（オプトギャラリー）出店。
- 2002年（平成14年） - 時計新業態W×Z（ウォッチバイゼノン）出店。
- 2007年（平成19年）2月 - 本社を葛飾区青戸から中央区日本橋横山町に移転。
- 2013年（平成25年）8月 - 事業終了し、全店舗閉店。
- 2014年（平成26年）2月 - 清算。